# Saint-Pierre-de-Jards
Saint-Pierre-de-Jards é uma comuna francesa na região administrativa do Centro, no departamento Indre. Estende-se por uma área de 19,29 km². Em 2010 a comuna tinha 120 habitantes (densidade: 6,2 hab./km²).